# دریای مرده
دریای مرده (به عربی: البحر المَیِّت) دریاچهٔ آب شوری است که میان اردن، اسرائیل و مناطق فلسطینی واقع شده است. بیشترین درازای آن ۵۰ کیلومتر و بیشترین پهنا ۱۵ کیلومتر است. این دریاچه کمی پایین‌تر از رود اردن قرار دارد و شورترین حوضه آبی جهان است به طوری که اگر یک فرد در آن شیرجه بزند روی آب باقی می‌ماند(چگالی بسیار زیاد به دلیل نمک بسیار زیاد، اگر چگالی نسبی یک ماده کمتر از یک باشد بر روی آب شناور می‌ماند).
در برخی منابع از آن با نام دریاچه نمک یاد شده است. سواحل اطراف آن پست‌ترین نقطهٔ خشکی‌های زمین است.
برخلاف برخی باورهای نادرست، در آب فوق‌العاده شور دریای مرده هیچ گونه ماهی یا جانور آبزی بزرگ وجود ندارد. تنها موجودات زندهٔ قابل زیست در این دریا، برخی گونه‌های باکتری‌ها و آرکی‌ها (ریزاندامگان مقاوم به شوری بالا) هستند. اگرچه در حوضهٔ آبریز دریای مرده (مانند چشمه‌های اطراف و رودخانه‌های ورودی مانند رود اردن)، گونه‌هایی از ماهیان مانند Aphaniops richardsoni (ماهی دندان‌دار دریای مرده) زندگی می‌کنند، اما این ماهیان نمی‌توانند در آب شور خود دریاچه دوام بیاورند.

این دریا برای این «دریای مرده» نامیده می‌شود که هیچ جانور یا گیاهی به‌طور دائمی در آن زندگی نمی‌کند. آب آن هشت تا نه‌برابر شورتر از آب اقیانوس‌ها می‌باشد. به دلیل شوری بسیار زیاد آب این دریاچه اگر فردی روی آن دراز بکشد معلق می‌ماند.
دریای مرده با کم‌آبی شدید مواجه است اما محو نخواهد شد. هرچه آب پایین می‌رود، غلظت و شوری دریاچه بیشتر می‌شود و نهایتاً به جایی می‌رسد که میزان تبخیر متوقف می‌شود؛ بنابراین دریای مرده احتمالاً به مراتب کوچک‌تر از این که هست می‌شود، اما به‌کل محو نمی‌شود.

## نام ها در گذر زمان
نام انگلیسی "دریای مرده" ترجمه‌ای لفظی از نام عربی آن است، که خود نیز ترجمه‌ای لفظی از نام‌های یونانی و لاتین قدیم می‌باشد، در اشاره به کمبود حیات آبزی به‌دلیل شوری شدید دریاچه. نام‌های تاریخی انگلیسی شامل "دریای نمک"، "دریاچه سدوم" بر اساس روایت کتاب مقدس از نابودی آن، و "دریاچه آسفالتیتس" از زبان‌های یونانی و لاتین هستند.
نام "دریای مرده" گاهی در ادبیات عبری با عنوان یَم همَاوِت (ים המוות) به‌معنای "دریای مرگ" ظاهر می‌شود. با این حال، رایج‌ترین نام این دریاچه در زبان عبری – چه در متون کتاب مقدس و چه در عبری نوین – و همچنین کهن‌ترین نام شناخته‌شده آن، "دریای نمک" (عبری: ים המלח، رومی‌نویسی‌شده: Yām HamMelaḥ) است. نام‌های عبری دیگری که برای این دریاچه در کتاب مقدس آمده‌اند، شامل "دریای عَرَبا" (عبری: ים הערבה، Yām Ha'Ărāvâ) و "دریای شرقی" (عبری: הים הקדמוני، HaYām HaQadmōnî) می‌باشند. در تلمود، از آن با عنوان "دریای نمک" یا "دریای سدوم" یاد شده است.
نام عربی آن البحر الميت (al-Baḥr al-Mayyit) به‌معنای "دریای مرده" است، اگرچه معمولاً بدون حرف تعریف "الـ" نیز به کار می‌رود. همچنین در زبان عربی با نام "دریای لوط" (عربی: بحر لوط، رومی‌نویسی‌شده: Buhayrat، Bahret یا Birket Lut) شناخته می‌شود؛ برگرفته از نام لوط، برادرزاده ابراهیم، که گفته می‌شود همسرش هنگام نابودی شهرهای سدوم و عموره به ستونی از نمک تبدیل شد. در مواردی کمتر، این دریا در عربی با عنوان "دریای صوغر" نیز شناخته شده است، برگرفته از شهری مهم در گذشته که در کناره‌های این دریا قرار داشته است.
به‌دلیل حجم زیاد تجارت باستانی قیر طبیعی شناور در این دریاچه، نام‌های رایج آن در جغرافیای یونان و روم باستان معمولاً شکل‌هایی از "دریاچه قیر" بوده‌اند. در یونانی باستان به آن Ἀσφαλτίτης (Asphaltítēs) یا Ἀσφαλτίτις Λίμνη (Asphaltítis Límnē) گفته می‌شد، و در لاتین با نام Lacus Asphaltites شناخته می‌شد. همچنین نام "دریای قیر" (Ἀσφαλτίτης Θάλασσα، Asphaltítēs Thálassa) نیز به کار می‌رفت.
این دریاچه همچنین با نام "دریای مرده" نیز شناخته می‌شد (یونانی باستان: Νεκρά Θάλασσα، رومی‌نویسی‌شده: Nekrá Thálassa؛ لاتین: Mare Mortuum). نام باستانی دیگری برای آن "دریای یهودیان" (لاتین: Iudaicum mare) بوده است؛ اصطلاحی که توسط تاریخ‌نگار رومی قرن دوم میلادی، تاسیتوس (Tacitus) به کار برده شده است.

## مشخصات

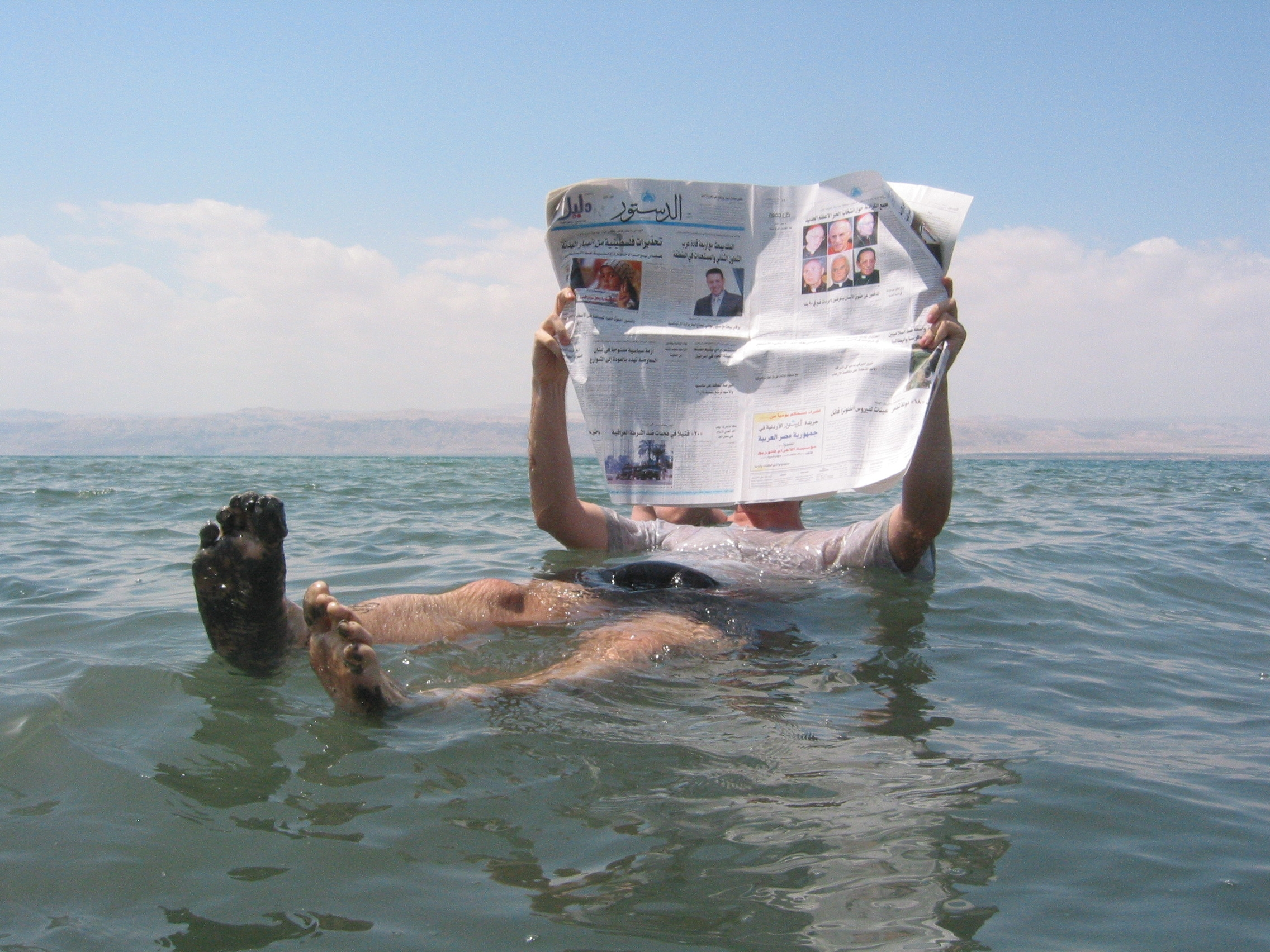
غلظت زیاد آب دریای مرده باعث شناور ماندن انسان بر روی آن می‌شود.

ارتفاع گودترین نقطه آن ۴۲۲ متر کمتر از سطح دریا است. بیشترین عمق آب تاکنون از ۳۷۸ متر بالاتر نبوده است. ۶۷ کیلومتر طول و ۱۸ کیلومتر عرض دارد. حجم آب دریاچه ۱۱۴ میلیارد متر مکعب است.
تنها رود اردن و بعضی قنات‌های کوچک به این دریا منتهی می‌شوند. آب آن تنها از راه تبخیر کاهش پیدا می‌کند، پس در نتیجه میزان نمک و دیگر املاح که از رود اردن و دیگر نهرهای کوچک به آن وارد می‌شود، افزایش می‌یابد.
این دریاچه با ۳۴٫۲٪ غلظت مواد محلول (در سال ۲۰۱۳)، شورترین دریاچهٔ دنیاست. به‌طور کلی میزان نمک آب‌های آزاد (اقیانوس‌ها و دریاها) حدود ۳٫۵٪ است؛ بنابراین شوری آن بیش از ۹٫۵ برابر آب‌های آزاد است.
به دلیل ارتفاع پایین این منطقه از سطح دریا، پساب کشاورزی و پساب ناشی از خاکشویی مناطق دورتر به صورت چشمه‌هایی در کف این دریاچه به آن وارد می‌شود. پساب‌های کشاورزی حاوی مقدار زیادی املاح معدنی هستند. تبخیر گسترده و ورود دائمی آب شور باعث بالا رفتن شدید غلظت آب و جرم حجمی آن شده است، به گونه‌ای که انسان در این آب شناور می‌ماند.
با آنکه از هر سه مولکول در آب این دریاچه تنها دو تایشان مولکول آب‌اند، بر روی سنگ‌های اعماق این دریاچه بیوفیلمهای سبز و باکتری‌های سولفیدخوار زندگی می‌کنند، و گاه که وضعیت آب مساعد باشد، رویش آغازیان باعث به رنگ سرخ درآمدن آب دریاچه می‌شود.
در اثر وجود مقدار زیاد نمک و دیگر مواد سمی، موجودات زنده نمی‌توانند در این دریا باقی بمانند. از این رو ماهی و دیگر جانوران آبزی رود اردن به محض ورود به این دریا می‌میرند.

## تاریخچه
در سال ۱۸۴۷، دولت آمریکا گروهی مأمور بررسی رود اردن کرد. سرپرست گروه افسری بود به نام ویلیام لینچ؛ او نخستین کسی بود که حساب کرد و متوجه شد دریای مرده پایین‌تر از سطح آب‌های آزاد کره زمین است.

## بحران آب

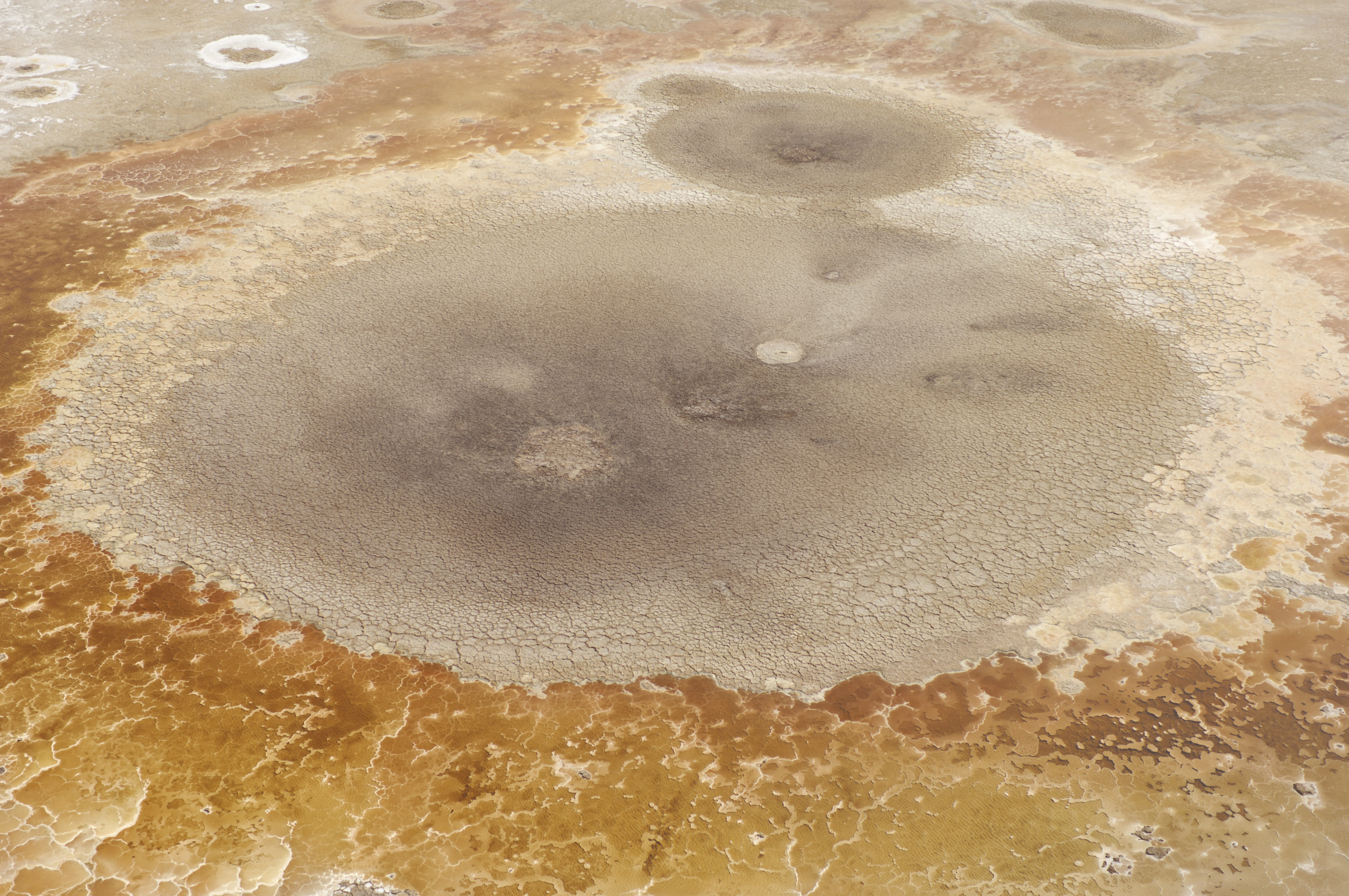
نگاره‌ای از یک نمک‌زار در حاشیهٔ ساحل دریای مرده دریای مرده یا بحرالمیت یکی از بزرگ‌ترین گنجینه‌هایی محیط زیستی جهان است. این دریاچه در کوهستانی میان اسرائیل، اردن و سرزمین‌های فلسطینی واقع شده است.

سرعت پایین رفتن سطح آب دریا هر سال حدود یک متر است. در دوران جنگ جهانی اول، چند مهندس بریتانیایی حرف نخست اسم‌شان را روی یک تخته سنگ که لب آب بود حک کردند که مشخص شود آب تا کجاست. درست صد سال پس از آن موقع، آن تخته سنگ حدود ۲ کیلومتر بالاتر از سطح آب است. افزایش شمار گودال‌های ناشی از نشست زمین موجب شده امنیت کشاورزی منطقه به خطر بیفتد.
روی‌هم طی چهل سال، بیش از ۵۵۰۰ گودال پیرامون دریای مرده ایجاد شده است. گودال‌های فرونشست زمین وقتی به وجود می‌آیند که رسوب نمکی در زیر زمین فرو می‌ریزد، یا آب شیرینی که رسوب نمک را در زیر زمین می‌شوید و لایه‌های بالایی آن نشست می‌کنند. این گودال‌ها گاه عظیمند، به قطر ۱۰۰ متر و عمق ۵۰ متر. گویی زمین‌لرزه‌ای شدید طی دهه‌ها منطقه را تکان می‌داده است.
بر پایهٔ بررسی‌های علمی، دریای مرده در یک مرحله با محیط اطراف به تعادل خواهد رسید و دیگر کوچک نمی‌شود؛ یعنی میزان آبی که در ترکیب معجون‌گونه دریاچه است با میزان بخار آب موجود در هوای بالای دریاچه به تعادل می‌رسد. از این گذشته، دریای مرده خاصیت نم‌گیری دارد یعنی می‌تواند مولکول‌های آب پیرامونش را جذب کند.

### کاهش ورودی آب از رود اردن
تنها منبع تأمین‌کنندهٔ آب دریای مرده، رود اردن است. در حقیقت دلیل اصلی کاهش شدید سطح آب دریای مرده، کاهش آب رود اردن است. رود اردن از یک سو وارد می‌شود اما از سوی دیگر بیرون نمی‌رود، همین‌جا می‌ماند و بخار می‌شود. بعضی جاهای کرانه باختری رود (که در دست اسرائیل است) آب آن‌قدر کم شده که در فصل خشک به جوی آبی می‌ماند. رود اردن از آب‌راه‌های مهم دنیای باستان بود. حتی در دوران مدرن هم رودی بزرگ بود که گاه در فصل بارندگی طغیان می‌کرد. در گذشته در جاهایی پهنای رود حدود ۳۰ متر بوده؛ برای مثال سال ۱۹۲۷ رود اردن هنوز آن‌قدر آب داشت که یک مهندس روس یهودی به نام پینچاس روتنبرگ کنار آن یک نیروگاه کوچک آبی بسازد. ساختمان نیروگاه هنوز برجاست، اما وسط صحرایی بی‌آب‌وعلف، نه کنار رود.
بدیهی است که جغرافیای منطقه طی این سال‌ها تغییر نکرده. بخش شمالی رود به دریاچه جلیل (یا دریاچه طبریه) می‌ریزد و بخش جنوبی از آن سرازیر شده به بحرالمیت می‌ریزد. آنچه تغییر اساسی کرده آبی است که به این سیستم وارد و از آن خارج می‌شود. در حقیقت مسئله اصلی در دهه‌های گذشته سیاست آب کشورهای منطقه بوده. اسرائیل در بخش جنوبی دریاچه جلیل سد ساخته و عملاً مقدار آبی را که وارد اردن می‌شود، کنترل می‌کند. دریاچه جلیل – به‌عنوان یک منبع آب – برای اسرائیلی‌ها اهمیت راهبردی دارد، هرچند که این کشور در سال‌های اخیر آب شیرینی را که از نمک‌زدایی آب مدیترانه تولید می‌کند آرام‌آرام افزایش داده است. دولت اسرائیل از دهه پنجاه میلادی – یعنی یک دهه پیش از ساخت سد – از منابع آب دره رود اردن برداشت می‌کرده که برای کشاورزان اردنی و فلسطینی (در کرانه باختری) مشکل‌ساز بوده چون برای کشاورزی و سیر کردن شکم‌شان به این آب نیاز دارند. دولت اسرائیل هم البته مشکلی مشابه دارد – هرچند دستکم پول و فناوری لازم برای تأمین آب مردمش را دارد. مشکل اسرائیل این است که مهم‌ترین منبع تأمین آب رود اردن، یعنی رود یرموک از سوریه می‌گذرد. از حدود سی سال پیش به این سو، سوری‌ها بیش از چهل سد برای مهار آب یرموک ساخته‌اند – آبی که پیش از آن به رود اردن می‌ریخت. بعضی اردنی‌ها معتقدند سوریه بعضی از این سدها را برای تنبیه اسرائیل و اردن (به خاطر پیمان صلح ۱۹۹۴) ساخته. اما بعضی دیگر می‌پذیرند که سوریه هم مشکل آب داشته و این سدها را ساخته که ساکنانش بی‌آب نمانند. دلیل ساختن سدها هرچه باشد، واقعیت آن است که آبی که به رود اردن می‌ریزد کم شده؛ اردن هم بنا به نیاز خودش سد ساخته است. هرچند در سال‌های اخیر اسرائیل اجازه داده آب بیشتری از دریاچه جلیل به رود اردن بریزد.

### حوضچه‌های عظیم تبخیر
هم اسرائیل هم اردن حوضچه‌های عظیم تبخیر دارند که در آن فسفات‌های گران‌قیمت را از آب دریاچه استخراج می‌کنند و به‌عنوان کود می‌فروشند. با این حال مهم‌ترین علت بحران دریای مرده همان کم شدن شدید آب رود اردن است.

## نگارخانه

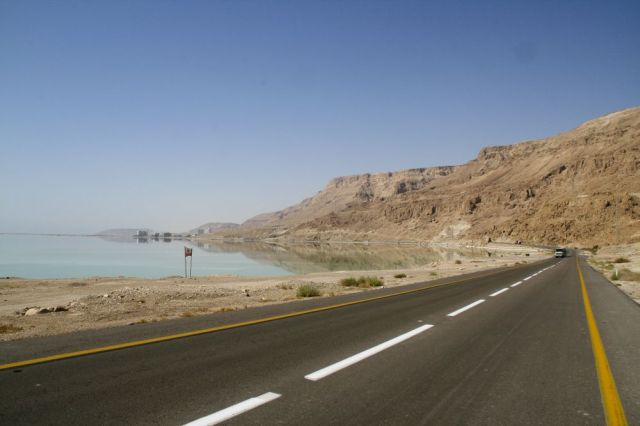
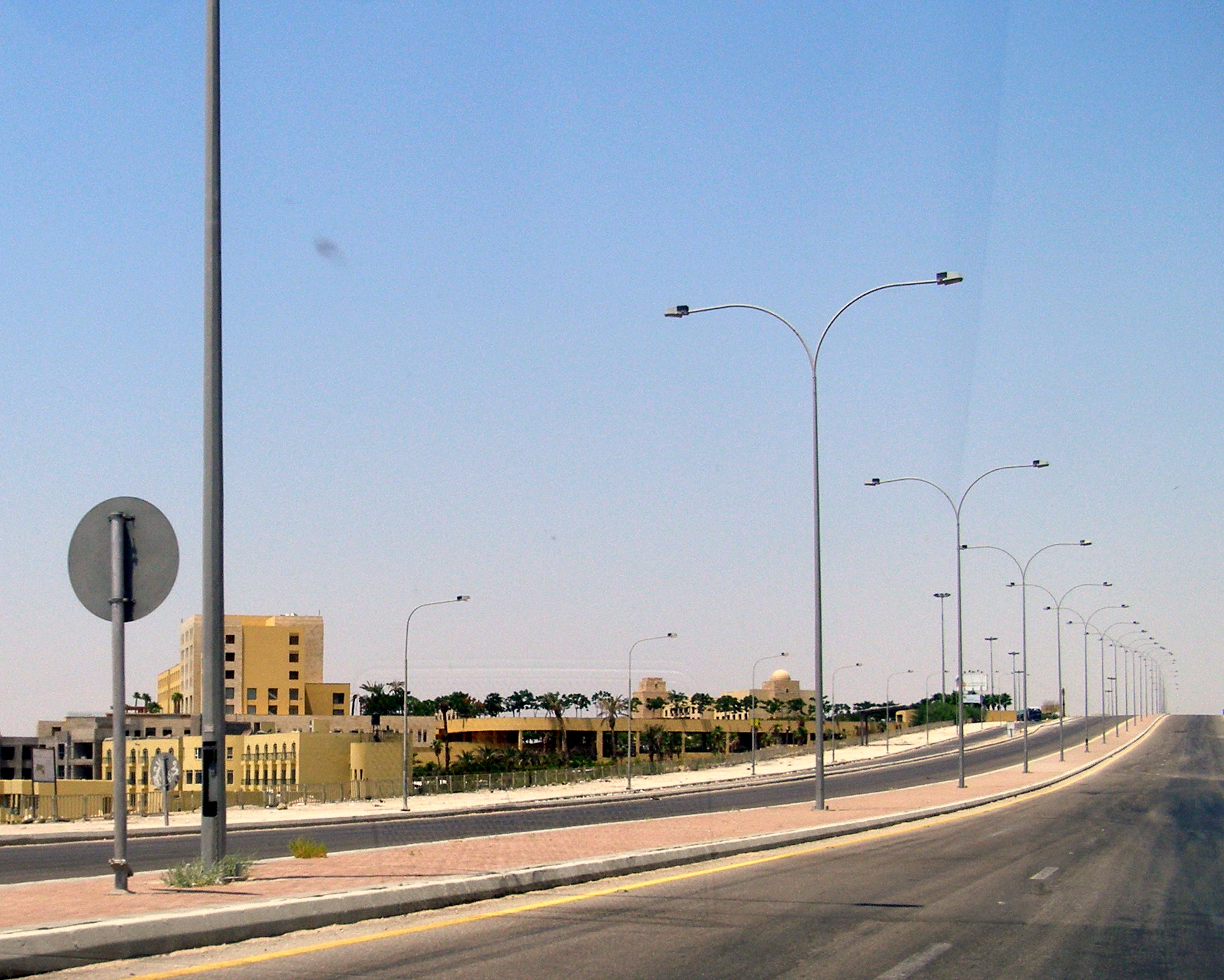
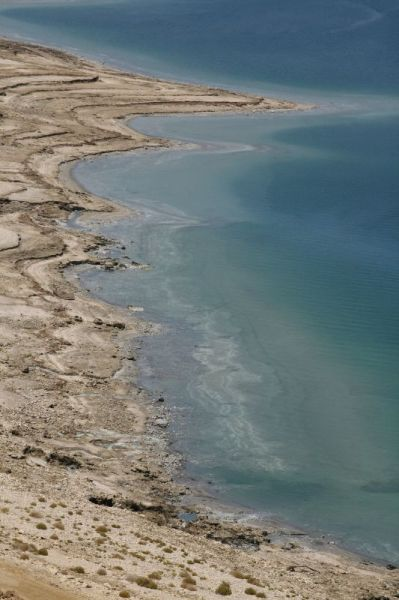
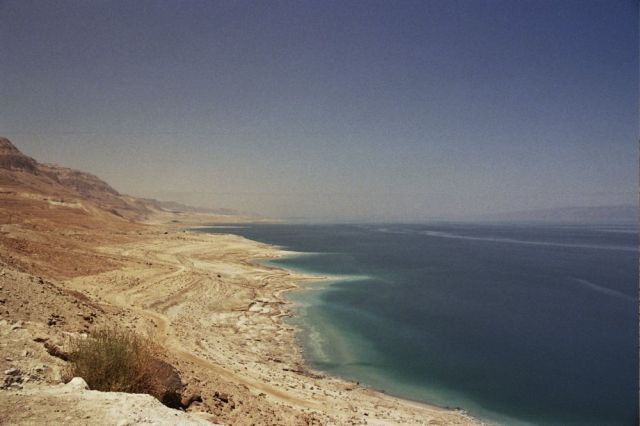
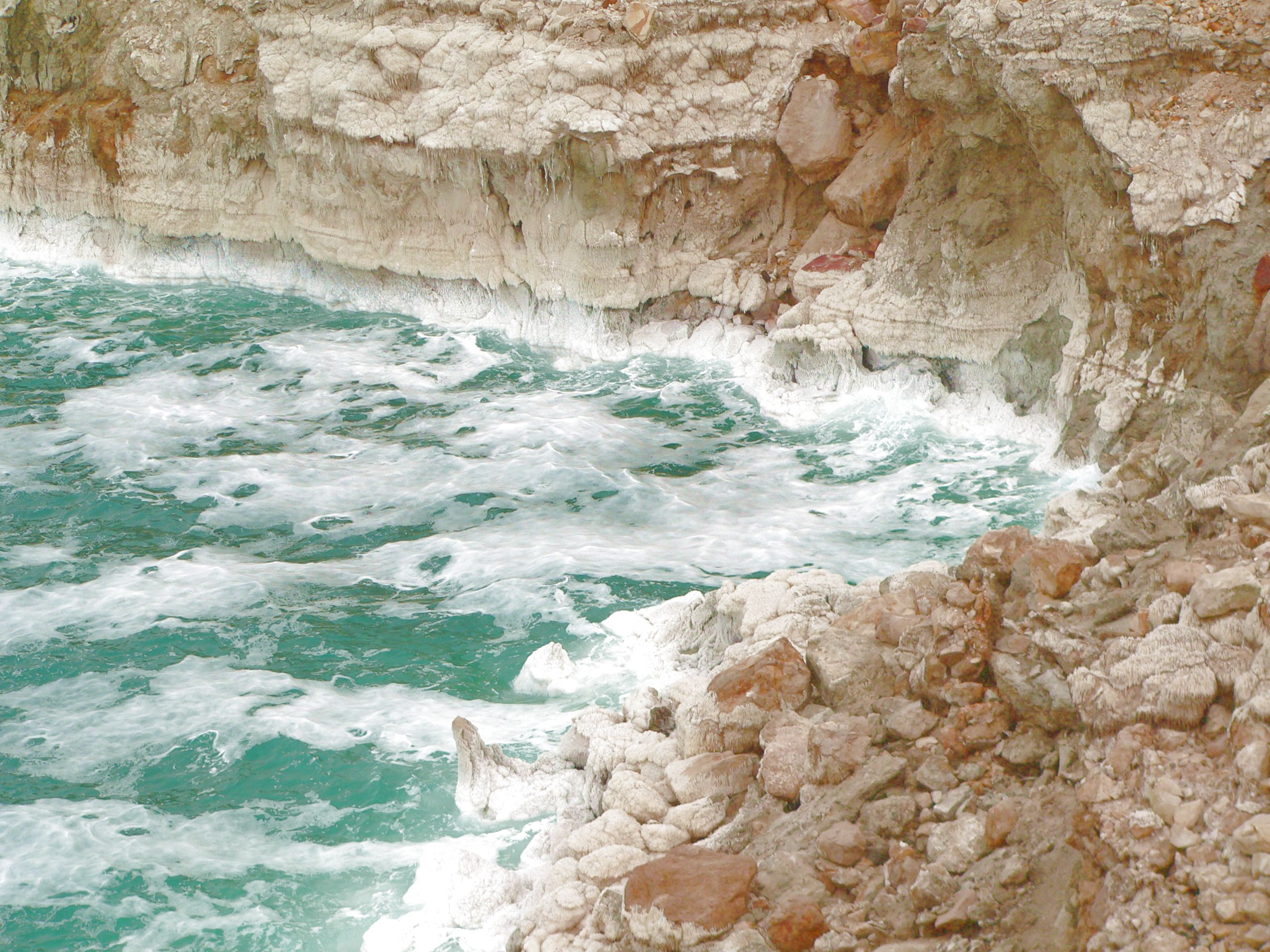
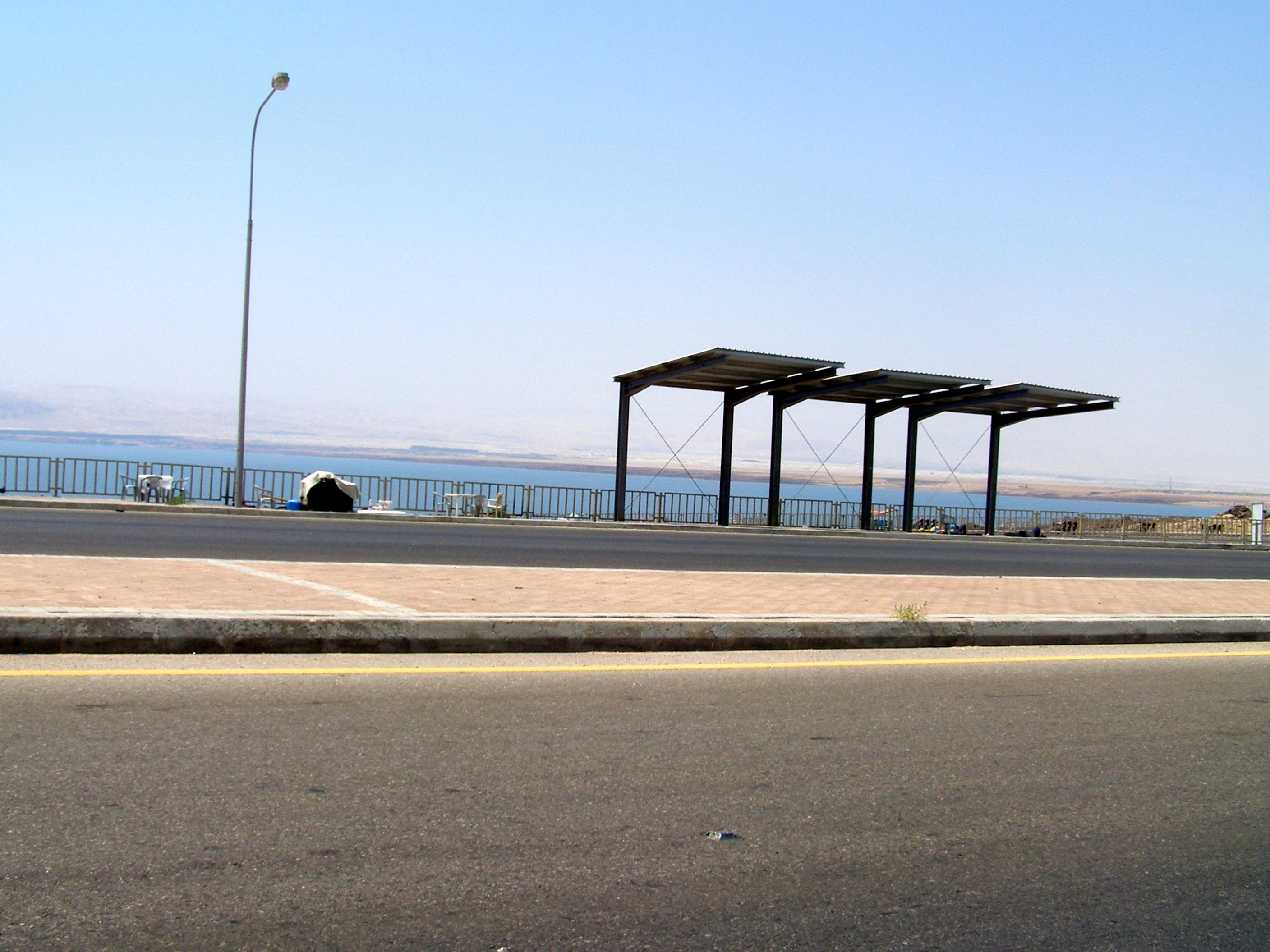
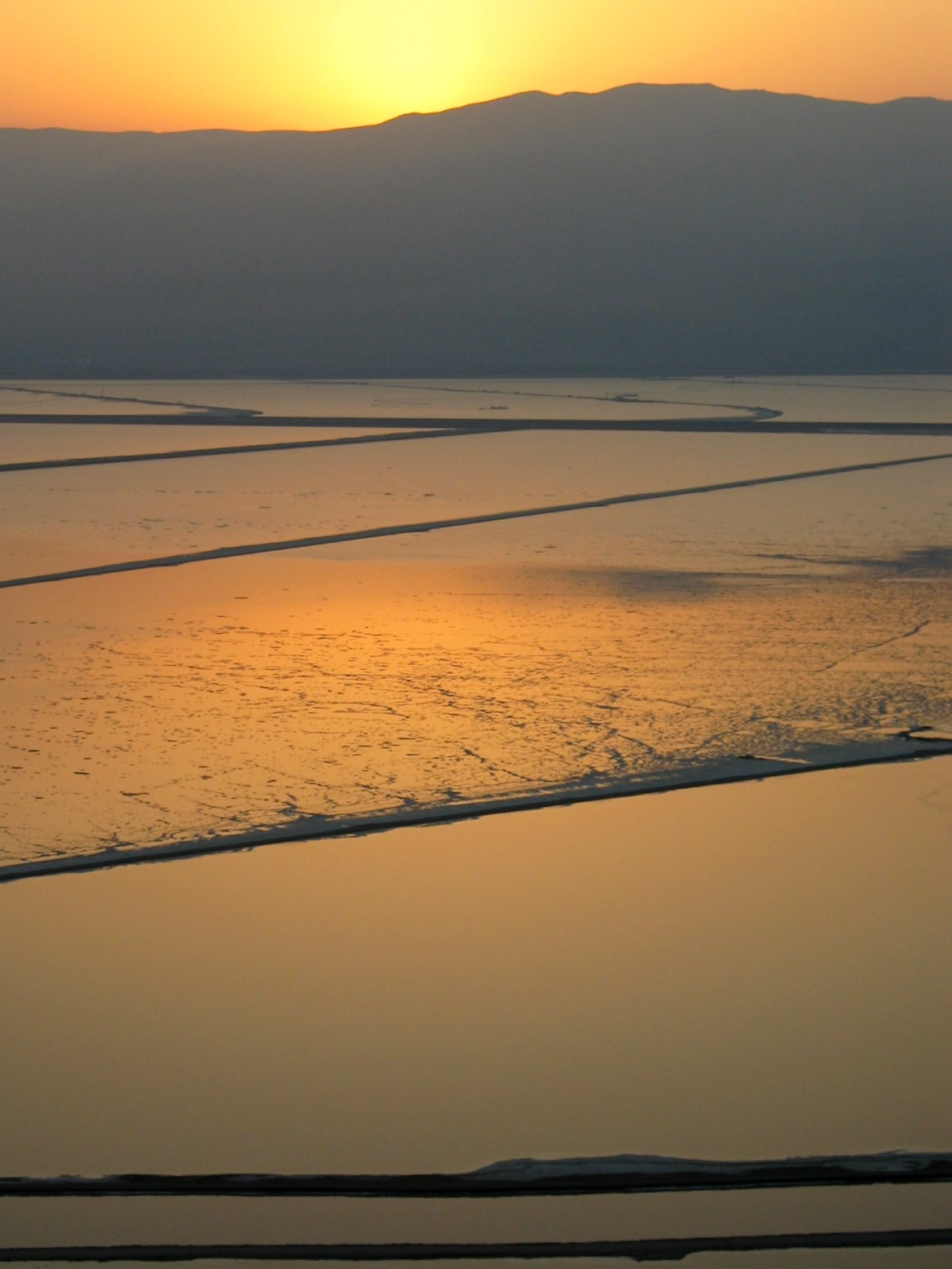
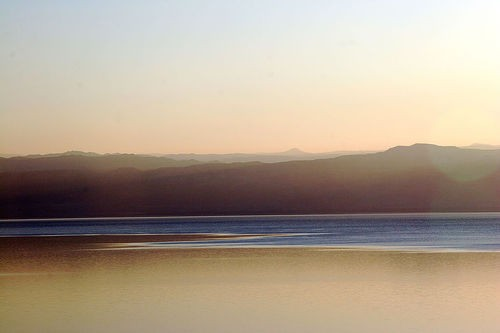
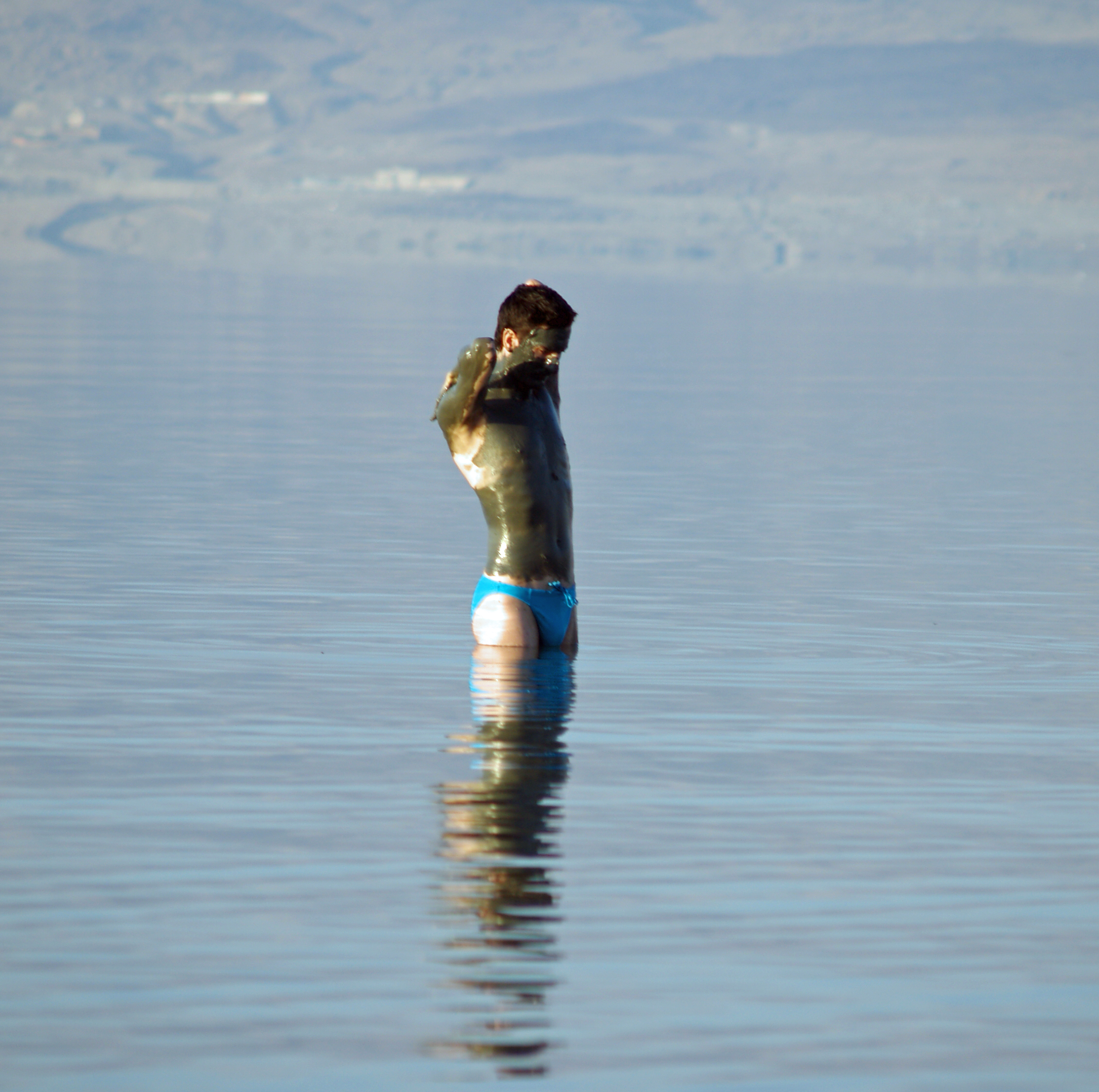
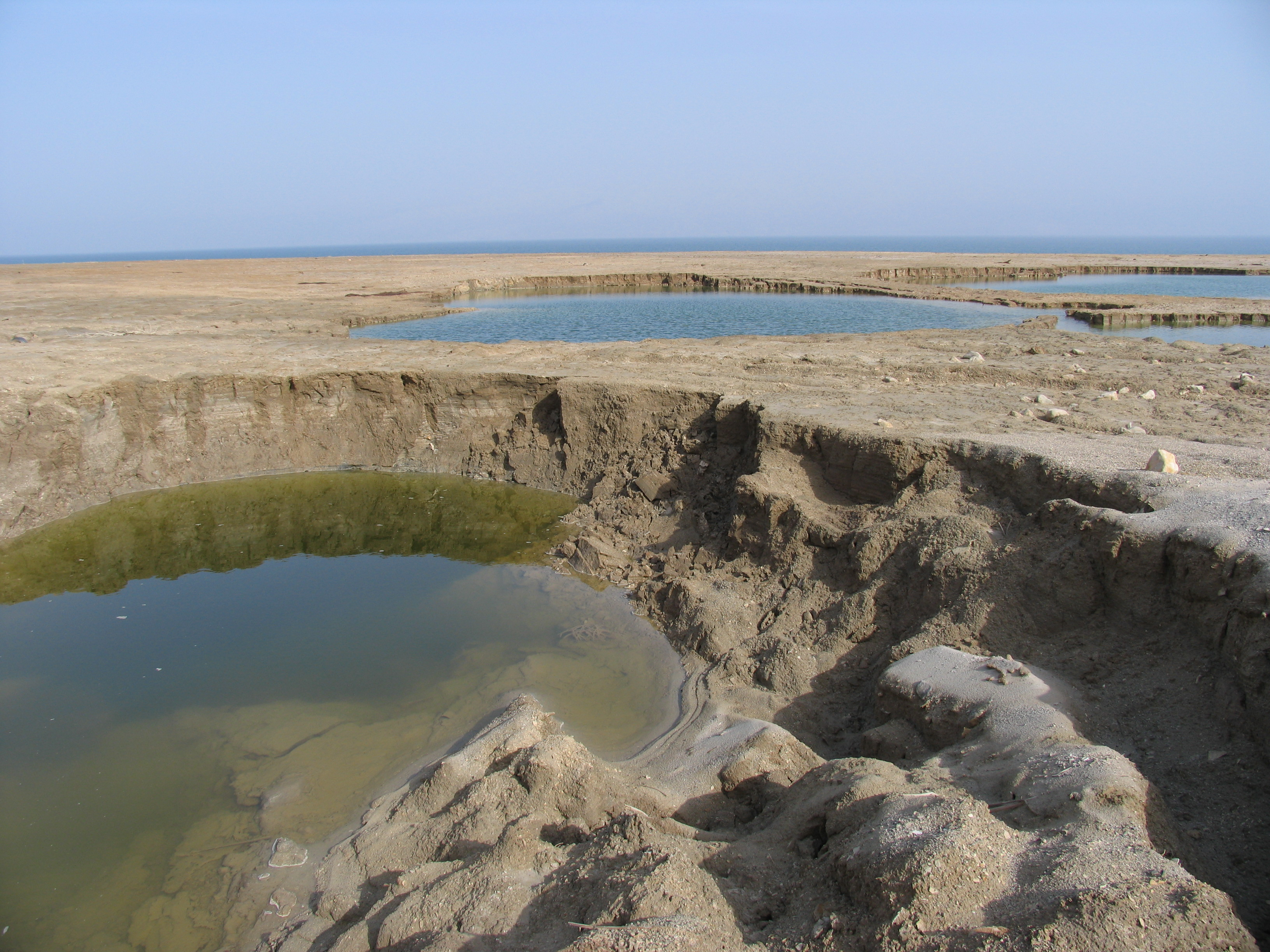
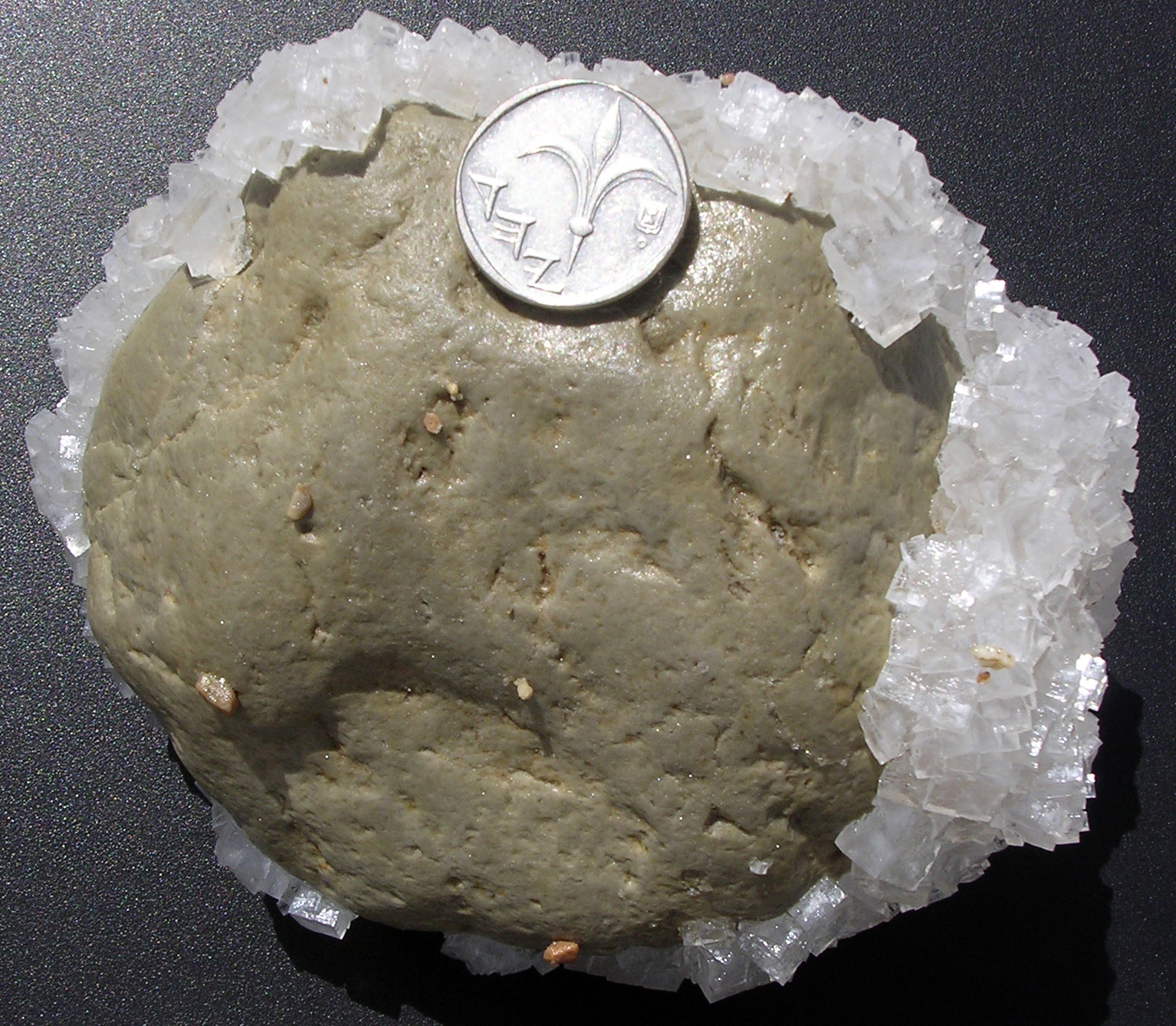
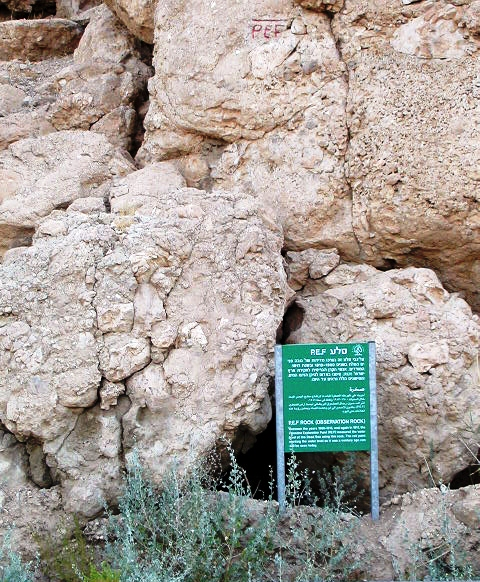
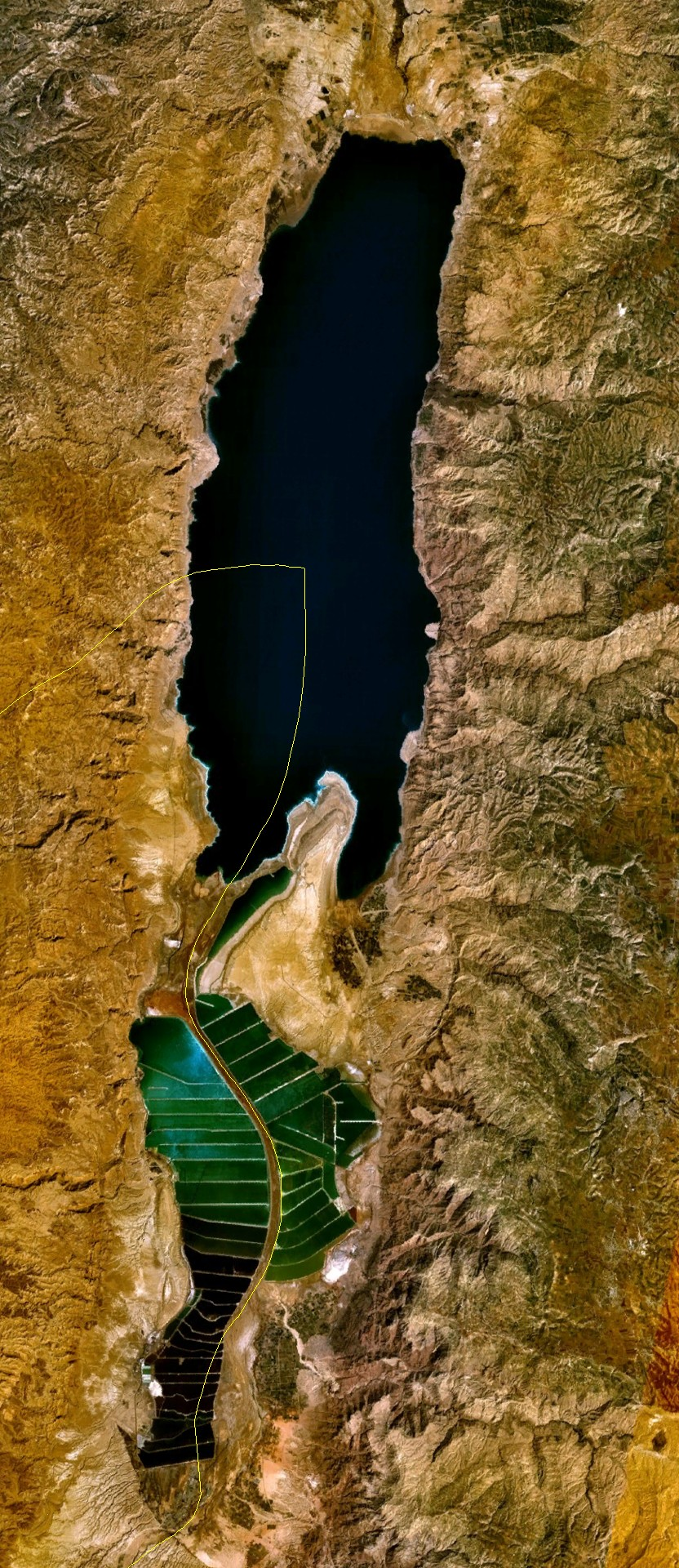
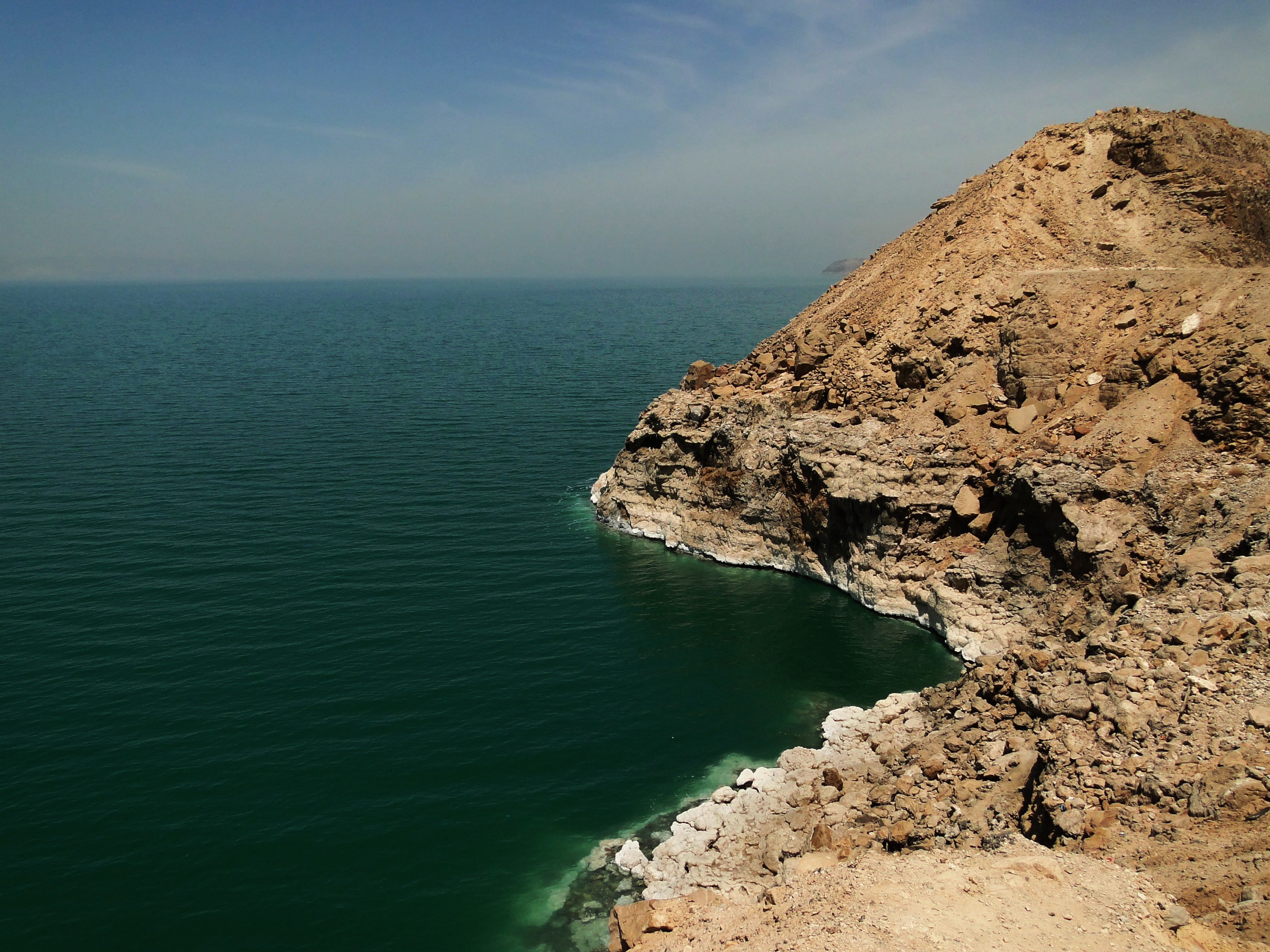